# Paul Johann Ludwig von Heyse
Paul Johann Ludwig von Heyse (15 tháng 3 năm 1830 – 2 tháng 4 năm 1914) là nhà văn, nhà thơ, nhà viết kịch Đức đoạt giải Nobel Văn học năm 1910.

## Tiểu sử
Paul Heyse sinh ở Berlin, là con trai của Karl Wilhelm Ludwig Heyse và Julie Saaling. Paul Heyse học văn học cổ điển và ngữ văn ở trường Đại học Berlin, sau đó học thêm một khóa ngữ văn Roman tại trường Đại học Bonn. Năm 1852 Heyse sang Ý học tiếp, tại đó ông bắt đầu làm thơ, viết kịch và truyện ngắn. Năm 1854 vua xứ Bavaria dành cho Heyse một khoản học bổng đáng kể và mời ông ở lại hoàng cung tại München. Ông đã tham gia vào đời sống trí tuệ được nhà vua bảo trợ, kết hôn với Margaret Kugler - con gái thầy dạy của mình - và sống suốt đời cùng gia đình tại München, chuyên tâm vào hoạt động văn chương, không phải quan tâm đến việc mưu sinh.
Năm 1855 Heyse đăng thiên truyện Arrabiata kể về mối tình của một cô gái làng chài đầy thơ mộng và cùng năm cho xuất bản tiểu thuyết Marion; từ đó ông cho ra đời nhiều tiểu thuyết, tập thơ, kịch (đến cuối đời ông đã công bố 24 tập truyện ngắn, 6 tiểu thuyết, chừng 60 vở kịch và 9 tập thơ). Các tiểu thuyết nổi tiếng nhất của Heyse là Die Kinder der Welt (Những đứa con thế giới, 1873), Im Paradiese (Nơi thiên đường, 1875) và Merlin (1892). Ngoài ra ông còn là dịch giả tài hoa; thơ của Heyse không để lại dấu ấn rõ nét trong lịch sử văn học bằng những bản dịch thơ Alesandro Mandzoni, Giacomo Leopardi của ông.
Năm 1910 Heyse được nhận giải Nobel với tư cách nhà viết kịch, viết tiểu thuyết và nhà thơ. Cũng trong năm này ông trở thành công dân danh dự của thành phố München. Ông mất tại München năm 1914.

## Tác phẩm
- Arrabiata (1855), truyện ngắn
- Marion (1855), tiểu thuyết
- Andrea Delphin (1859), tiểu thuyết
- Bild der Mutter (Chân dung mẹ, 1859), tiểu thuyết
- Gesammelte Werke (Tuyển tập tác phẩm, 1871-1910), thơ
- Dramatische Dichtungen (Tập kịch, 1864-1905), 36 tập
- Hans Lange (1866), kịch lịch sử
- Die Kinder der Welt (Những đứa con thế giới, 1873), tiểu thuyết
- Im Paradiese (Nơi thiên đường, 1875), tiểu thuyết
- Merlin (1892), tiểu thuyết
- Maria von Magdalina (1899), bi kịch
- Romane, Novellen, lyrische und epische Gedichte (Tiểu thuyết, truyện ngắn, thơ trữ tình và anh hùng ca, 1902-1912)
- Italienische Dichter seit der Mitte des 18ten Jahrhunderts: ĩbersetzungen und studien (Các nhà thơ Italia từ giữa thế kỉ XVIII: thơ dịch và khảo luận, 1889-1905), 5 tập